# Чернянский сельский совет (Харьковская область)
Черня́нский либо Чёрненский (устар. Чорненский) се́льский сове́т — упразднённая в 2020 году административная единица в составе Великобурлукского района Харьковской области Украины.
Административный центр сельского совета находился в селе Чёрное.

## История
- весна 1918 года — образован сель совет как Чорненский (село по старой русской орфографии называлось Чорное).
- В 1976 году село называется Чёрное.[2]
- В 1993-2011 годах совет называется Черня́нский.
- 17 июля 2020 ликвидирован Великобурлукский район; сельсовет включён в состав Купянского района.
- 2020 год, после 17 июля — упразднён сельсовет и включён в состав Ольховатской сельской общины.

## Населённые пункты совета
- село Чёрное[2]
- село Во́лково (исключено из состава сельсовета после 1976 г.)[2]
- село Грачёвка
- село Должа́нка (исключено из состава сельсовета в 1989 г.)
- село Ку́пино
- село Лоба́новка
- село Мертелев (исключено из состава сельсовета после 1976 г.)[2]
- село Нефёдовка
- село Слезнёвое либо Слёзное (исключено из состава сельсовета после 1976 г.)[2]

### Ликвидированные населённые пункты
- село Бабы́шкино (в 1997 присоединено к селу Нефёдовка).
- село Берёзки (в 1997 присоединено к селу Нефёдовка).
- село Гусевка (все жители переселены в 1997).
- село Кру́глое (в 1966 Кругленькое, все жители переселены в 1997).